# Archiearis plebeia
Archiearis plebeia är en fjärilsart som beskrevs av Carl von Linné 1761. Archiearis plebeia ingår i släktet Archiearis och familjen mätare. Inga underarter finns listade i Catalogue of Life.